# Non vivo più senza te
Non vivo più senza te è un singolo del cantautore italiano Biagio Antonacci, il secondo estratto dall'album in studio Sapessi dire no e pubblicato il 25 maggio 2012.

## Il brano
Scritto insieme al chitarrista Andrea Dessì dei Marea (autore delle musiche), la parte musicale del brano è parzialmente ispirata dal brano Tres notas para decir te quiero del maestro di flamenco Vicente Amigo. Nel brano vi è inoltre una sintesi nonché una rielaborazione di vari stili: dal fado portoghese, al jazz, alla musica gipsy e al flamenco già citato.

## Video musicale
Il videoclip, prodotto da Run Multimedia con la regia di Gaetano Morbioli, è stato girato interamente in Salento presso Gallipoli nelle location di Torre di Lido Pizzo e Lido di Punta Suina ed è stato pubblicato il 28 giugno 2012. Alle riprese video partecipano Massimo Tagliata, fisarmonicista solista del brano, la cantante Rachele Andrioli nelle vesti di ballerina di pizzica. Nel videoclip appare Mayra Pietrocola (successivamente divenuta attrice e poi conduttrice televisiva).

## Tracce
1. Non vivo più senza te – 3:32

## Successo commerciale
Il brano ottiene un buon riscontro commerciale, entrando al sesto posto della Top Singoli.
Raggiungendo i primi posti nelle classifiche dei brani più trasmessi dalle radio italiane, diventa una delle hit dell'estate 2012. Il 4 settembre 2012, il singolo viene certificato doppio disco di platino dalla FIMI per aver venduto più di 100 000 copie digitali. Il singolo nel mese di luglio viene eletto tormentone dell'estate 2012.

## Classifiche
| Classifica (2012) | Posizione massima |
| ----------------- | ----------------- |
| Italia            | 6                 |

## Cover
Nel 2013 il brano viene inciso in lingua greca da Thomai Apergi (Gine Girismos) e in lingua ceca da Helena Vondráčková (Nemůžu bez tebe žít).
Nel 2018 Andrea Dessì, coautore assieme ad Antonacci del brano, incide la sua versione originaria del brano. Il brano, da cui viene tratto un nuovo videoclip firmato da Marco Lui, dà anche il titolo al relativo album jazz del compositore e chitarrista bolognese.